# Philipp Konrad Fabricius
Philipp Konrad Fabricius, auch Philipp Conrad Fabricius (* 2. Oktober 1714 in Butzbach; † 19. Juli 1774 in Helmstedt) war ein deutscher Mediziner, Pharmazeut, Botaniker und Hochschullehrer. Sein offizielles botanisches Autorenkürzel lautet Fabr., auch Fabric.

## Leben
Philipp Konrad Fabricius wurde 1714 in Butzbach in der Wetterau geboren. Er studierte Medizin in Gießen und Straßburg. In Gießen wurde er 1738 zum Dr. med. promoviert. Er war anschließend kurze Zeit in Butzbach als Arzt tätig, bevor er nach Gießen zurückkehrte, wo er die Lehrerlaubnis erhielt. Im Jahr 1748 übernahm er die Stelle seines 1747 verstorbenen Vaters, der Gerichtsarzt in Butzbach gewesen war. Noch 1748 folgte er einem Ruf als Professor der Anatomie, Physiologie und Pharmazie an die Universität Helmstedt, Landesuniversität des Fürstentums Braunschweig-Wolfenbüttel. Er lehrte dort bis zu seinem Tod 1774. Im Jahr 1750 ernannte ihn Herzog Karl I. zum Hofrat. Ab 1751 war Fabricius Mitglied der Leopoldina (Matrikelnummer 568). Fabricius übernahm nach dem Tod Lorenz Heisters 1758 die Leitung des von diesem neu angelegten botanischen Gartens der Universität Helmstedt. Mit dieser Aufgabe änderte sich der Schwerpunkt seiner Veröffentlichungen von bislang medizinischen hin zu botanischen und pharmazeutischen Themen. Als sein Hauptwerk gilt die 1759 publizierte Beschreibung der Pflanzen des medizinischen Gartens der Universität Helmstedt. Seine medizinischen Veröffentlichungen enthalten ein Lehrbuch der Anatomie (1741), eine Sammlung der von ihm in den Jahren 1754 bis 1759 gemachten anatomischen und pathologisch-anatomischen Beobachtungen (1759) und eine Sammlung gerichtsmedizinischer Gutachten der medizinischen Fakultät (1754 und 1760). 	
Fabricius besaß eine Libellensammlung, die als verschollen gilt. Er befasste sich auch mit der Erforschung von Moosen und zählt daher zu den Bryologen.
Fabricius starb im Juli 1774 im Alter von 59 Jahren in Helmstedt, wo er zwei Häuser besaß (Ziegenmarkt 12 und Schuhstraße 16). Auf den Lehrstuhl für Medizin folgte ihm Georg Rudolph Lichtenstein nach.

## Schriften (Auswahl)
- Idea anatomiae practicae. 1741.
- Commentatio historico-physico-medica de Animalibvs, Qvadrvpedibvs, Avibys, Amphibiis, Piscibvs et Insectis Wetteraviæ indigenis (Historisch-physikalisch-medizinischer Entwurf über die einheimischen Tiere, Vierfüßer, Vögel, Amphibien, Fische und Insekten der Wetterau). 1749.
- Sylloge observat. anatom. etc. 1759.
- Enumeratio methodica plantarum horti medici Helmstadiensis (Eine methodische Aufzählung der Pflanzen des medizinischen Gartens von Helmstedt). Verlag Drimborn, Helmstedt 1759. (Digitalisat)
- Responsorien und Sectionsberichte. 2 Sammlungen. Helmstedt 1754 und 1760; 2. Aufl. Halle 1772.